# Sedum polytrichoides
Sedum polytrichoides är en fetbladsväxtart. Sedum polytrichoides ingår i Fetknoppssläktet som ingår i familjen fetbladsväxter.

## Underarter
Arten delas in i följande underarter:
- S. p. polytrichoides
- S. p. yabeanum